# Opigena chersotimorpha
Opigena chersotimorpha là một loài bướm đêm trong họ Noctuidae.